# Theridion hewitti
Theridion hewitti là một loài nhện trong họ Theridiidae.
Loài này thuộc chi Theridion. Theridion hewitti được Lodovico di Caporiacco miêu tả năm 1949.